# Nilüfer Hatun
Nilüfer Hatun (osmanisch نيلوفر خاتون Nilüfer Hatun, İA Nīlūfer Ḫatun) war Konkubine des zweiten osmanischen Sultans Orhan I. und Mutter des dritten Sultans Murad Hüdâvendigâr und Tochter des christlichen Burgherren von Yarhisar. Vor ihrem Übertritt zum Islam hieß sie wahrscheinlich Nenuphar (griech. für Seerosengewächse). Über ihr Leben sind wenig Details bekannt.

## Leben
Einer Überlieferung nach war sie mit dem byzantinischen Burgherren (Tekfur) von Belokoma (heute: Bilecik) verlobt. Orhans Vater Osman Gazi, der Gründer des osmanischen Herrscherhauses, soll sie türkischen Quellen zufolge im Jahr 1299 entführt haben, um sie zur Frau seines damals zwölfjährigen Sohnes Orhan zu machen. Die Entführung ist geschildert bei İdris-i Bitlisî und bei Neşrî. Byzantinische Quellen machen darüber keine Angabe.
Nilüfer Hatun war die Mutter des dritten Sultans Murad. Nach ihr ist der Fluss Nilüfer in Bursa sowie eine Brücke an diesem Fluss und ein Derwischkloster benannt. Die Brücke und das Kloster soll Nilüfer Hatun gestiftet haben. Nilüfer Hatun ließ ferner im Viertel Darülharp in Bursa eine Moschee errichten. Murad I. ließ 1388 in İznik eine Armenküche mit ihrem Namen errichten: das Nilüfer Hatun İmareti. Eine Grund- und Mittelschule in Istanbul / Nişantaşı ist nach ihr benannt.
Nilüfer Hatun ist begraben im Orhan-Gazi-Mausoleum in Bursa / Tophane.
Die frühen osmanischen Chroniken nennen sie auch لولوفر Lulufer und اولوفر Ulufer.